# Pierre de Séguiran du Fuveau
Pour les articles homonymes, voir Seguiran.
Pierre de Séguiran du Fuveau, né le  19 avril 1739 à Aix-en-Provence et mort le 3 avril 1789 à Nevers, est un prélat français du XVIIIe siècle.

## Biographie
Pierre de Séguiran du Fuveau est  fils de Jean-Baptiste de Séguiran, avocat général à la cour des comptes d'Aix en Provence, et de Louise Fulque d'Oraison. Il est membre de la Compagnie de Jésus jusqu'à sa suppression.  
Puis il devient vicaire général de l'archevêque de Narbonne et archidiacre de Corbières. Il obtient aussi en 1769 le prieuré de Saint-Marcel au diocèse de Bourges, et en 1775, l'abbaye de Landais. 
En 1782, il devient coadjuteur de Jean-Antoine Tinseau, évêque de Nevers auquel il succède: il est sacré dans l'église de Villejuif le 5 janvier 1783 par Arthur Richard Dillon, archevêque de Narbonne, assisté de Charles de La Font de Savine, évêque de Viviers et de l'évêque d'Assus, en présence de Georges-Louis Phélypeaux d'Herbault, archevêque de Bourges et de Marie-Charles-Isidore de Mercy, évêque de Luçon.
La fondation d'écoles gratuites qu'il confie aux frères des écoles chrétiennes, celle d'un petit séminaire, et l'établissement d'un bureau général d'aumônes à Nevers sont les premiers actes de son épiscopat.